# Ngawang Künga Tashi
Ngawang Künga Tashi (1656-1711) was van 1685 tot 1711 de negenentwintigste sakya trizin, de hoogste geestelijk leider van de sakyatraditie in het Tibetaans boeddhisme.